# مسجد سورونغ الأكبر
مسجد سورونغ الأكبر (بالاندونيسية: Masjid Raya Al Akbar Sorong) يقع المسجد في مدينة سورونغ في مقاطعة بابوا الغربية، يقع المسجد في وسط المدينة التي تقع في منطقة جالان أحمد ياني قي مدينة سورونغ .

## البناء
في مجمع مسجد سورونغ الأكبر هناك قاعة اجتماعات تسمى مركز مؤتمرات أكبر، المسجد هو أكبر مسجد في سورونغ، وهو دائما مزدحم بالكثير من المصلين المسلمين، ويتكون المسجد من طابقين مطلية باللون الأبيض والأخضر، شكل قبة المسجد مميزة جدا بسبب بنائها على شكل قبة مخمسة الشكل، لدى المسجد مأذنتين على الجانب الأيسر من المسجد .

## وصلات خارجية
- موقع وصور مسجد سورونغ الأكبر
- البوم صور مسجد سورونغ الأكبر